# Фави, Андреа
Андреа Фави (итал. Andrea Favi; 1743 год, Форли, Папская область — 1822 год, там же) — итальянский композитор, органист, клавесинист и музыкальный педагог. Родоначальник династии композиторов и музыкантов.

## Биография
Андреа Фави родился в Форли, в Папской области в 1743 (по другой версии в 1757) году. Обучался музыке в Болонской филармонической академии у композитора и священника Джованни Баттисты Мартини. По завершении образования в 1765 году был принят на место органиста и капельмейстера в кафедральный собор Святого Креста в Форли, сменив Игнацио Чирри. Он также возглавил муниципальный театр родного города. Позднее здесь же встал во главе Форлийской филармонической академии.
Его сочинения церковной музыки и произведения для театра имели успех у публики, не только в Форли, но и в других городах раздробленной Италии. Много выступал и как клавесинист, участвовал в постановках опер других композиторов, таких, как Джузеппе Сарти, Джованни Валентини, Джузеппе Гаццанига и Доменико Чимароза. Андреа Фави также занимался педагогической деятельностью — преподавал игру на клавесине и вокал. Его учениками были известные тенор Джузеппе Сибони и педагог по вокалу Антонио Перегрино Бенелли.
Почти все церковные сочинения композитора были утрачены. Из сохранившихся известны священная драма в двух частях «Иеффай» (итал. Iefte) на стихи Антонио Скарпелли, премьера которой состоялась в церкви Святого Филиппа в Форли в 1787 году, «Квониам» (лат. Quoniam) для баса и «Снятие с креста Господа нашего Иисуса Христа» (итал. Deposizione della Croce di Nostro Signore Gesù Cristo), священная драма в двух частях на стихи анонима, впервые исполненная в церкви Святого Доминика в день престольного праздника в том же 1787 году, «На праздник Святейшего Рождества» (итал. Per la Festività del Santissimo Natale) на стихи Пьетро Метастазио (1788), оратория «Авигея» (итал. Abigail) (1789) по поэме того же Пьетро Метастазио, «Моттеты для четырёх голосов в честь Пресвятой Богородицы» (итал. Mottetto a 4 voci per la Beata Vergine) в сопровождении органа (1808).
Дебют Андреа Фави как оперного композитора состоялся во время карнавала 1787 года оперой-буффа «Жизнелюбивый хозяин гостиницы» (итал. L'albergatore vivace) на сцене Нового театра в Форли.
Композитор был женат на Катерине Клабакки. Его сын Луиджи Фави тоже стал композитором и музыкантом, как и его внук Франческо Фави. Андреа Фави умер в Форли в марте 1822 года на 79 году жизни.

## Творческое наследие
Творческое наследие композитора включает 4 оперы-буффа, несколько сценических произведений сакрального характера, сочинения церковной и камерной музыки.